# بوفچه-شبگرد ملوکی
بوفچه-شبگرد ملوکی (نام علمی: Aegotheles crinifrons)، همچنین به عنوان بوفچه-شبگرد سبیل‌بلند شناخته می‌شود، گونه‌ای از پرندگان خانواده Aegothelidae و بومی در شمال ملوک است.
زیستگاه طبیعی آن جنگل‌های جلگه‌ای نمناک نیمه‌گرمسیری و جنگل‌های کوهستانی نمناک نیمه‌گرمسیری یا گرمسیری است.